# Arkadiusz Bąk
Pour les articles homonymes, voir Bąk.
Arkadiusz Bąk, né le 6 octobre 1974 à Stargard Szczeciński, est un footballeur polonais.

## Carrière
- 1992-1993 :  Błękitni Stargard Szczeciński
- 1993-1995 :  Olimpia Poznań
- 1995 :  Lechia Gdańsk
- 1996 :  Amica Wronki
- 1996 :  Ruch Chorzów
- 1997-2001 :  Polonia Varsovie
- 2001 :  Birmingham City
- 2002 :  Widzew Łódź
- 2002 :  Polonia Varsovie
- 2003-2006 :  Amica Wronki
- 2006-2007 :  Lech Poznań
- 2008 :  Flota Świnoujście

## Palmarès
- 13 sélections avec l'équipe de Pologne entre 1998 et 2002.